# Рейхсляйтер
Рейхсляйтер, або Райхсляйтер (нім. Reichsleiter; державний/імперський керівник) — вищий партійний функціонер, керівник одної з головних сфер діяльності НСДАП.

Штандарт рейхсляйтера після 1941 року

Як правило, рейхсляйтер, очолював одне з головних управлінь у нацистській партії в системі Імперського керівництва НСДАП («Рейхсляйтунг»). Цей ранг надавався особисто Адольфом Гітлером, і не був напряму пов'язаний з партійною посадою. Це був, свого роду, титул, який вказував на належність особи до вищої еліти партії.
До краху Німеччини у 1945 році це звання було присвоєно 25 партійним керівникам. Під час війни п'ятеро з них були позбавлені цього титулу (Бальдур фон Ширах, Рудольф Гесс, Вільгельм Грімм, Ганс Франк, Ріхард Дарре)
В 1940 році в партії був 21 рейхсляйтер:
- Рудольф Гесс — заступник фюрера по НСДАП;
- Мартін Борман — начальник Штабу заступника фюрера;
- Макс Аманн — партійне видавництво;
- Філіпп Боулер — начальник Канцелярії керівника партії;
- Вальтер Бух — голова Вищого партійного суду НСДАП;
- Ріхард Дарре — голова Імперського управління НСДАП з аграрної політики;
- Отто Дітріх — прес-секретар НСДАП;
- Франц Ріттер фон Епп — голова Військово — колоніального управління НСДАП;
- Карл Філер — голова Головного управління муніципальної політики НСДАП;
- Ганс Франк — голова Юридичного управління НСДАП;
- Вільгельм Фрік — голова депутатської фракції НСДАП в Рейхстазі;
- Йозеф Геббельс — голова Управління пропаганди рейху (Reichspropagandaleiter);
- Константін Гірль — голова Імперської служби праці;
- Генріх Гіммлер — рейхсфюрер СС;
- Адольф Гюнляйн — голова Націонал-соціалістичного автокорпусу (NSKK);
- Роберт Лей — голова Організаційного управління НСДАП і одночасно — голова Німецького трудового фронту;
- Віктор Лютце — начальник штабу СА;
- Альфред Розенберг — голова Зовнішньополітичного управління НСДАП і одночасно — уповноважений фюрера по контролю за загальним духовним і світоглядним вихованням НСДАП;
- Бальдур фон Ширах — голова Гітлерюгенд;
- Франц Ксавер Шварц — імперський казначей НСДАП;
- Вільгельм Грімм — голова 2-ї палати Вищого партійного суду НСДАП.

## Інші партійні звання НСДАП

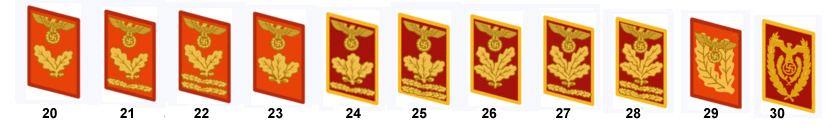
20.Берайхсляйтер, 21.Оберберайхсляйтер, 22.Гауптберайхсляйтер, 23.Дінстляйтер, 24.Обердінстляйтер, 25.Гауптдінстляйтер, 26.Бефельсляйтер, 27.Обербефельсляйтер, 28.Гауптбефельсляйтер, 29.Гауляйтер, 30.Рейхсляйтер'.